# Tum Bin
Tum Bin (em inglês: Without You; em hindi: तुम बिन) é um filme de drama e romance indiano de 2001, dirigido por Anubhav Sinha. Estrelou Priyanshu Chatterjee, Sandali Sinha, Himanshu Malik e Raqesh Vashisth.

## Enredo
Depois da morte acidental de Amar Shah na Índia, a empresa canadense Shah Industries está à beira de um colapso. Pia, a noiva de Amar, está devastada, Girdhari, seu pai, está em estado de choque e não responde aos outros, enquanto a irmã e a avó de Amar estão de luto. O inspetor D'mello, que está investigando o caso, está determinado a encontrar a pessoa responsável pelo acidente, apesar da indiferença de seus superiores em relação ao caso.
Meses após a morte de Amar, um trabalhador altamente respeitado e talentoso chamado Shekhar Malhotra oferece reconstruir e restaurar a Shah Industries sem qualquer compensação, afirmando que Amar encontrou-o na Índia e ofereceu-lhe um emprego antes de sua morte. Então a ele é dada a tarefa árdua de tornar a empresa viável novamente. Gradualmente, Shekhar cura a ferida aberta deixada na família Shah pela morte de Amar e eles vêm a aceitá-lo como um da família, enquanto também se apaixona por Pia. O que eles não sabem - exceto Bosco, o amigo de Shekhar do Canadá - é que foi o jipe de Shekhar que acidentalmente atingiu Amar depois que ele desviou para evitar bater em uma inocente menina que tinha entrado na estrada. Por culpa, Shekhar foi ao Canadá para confessar-se, pedir perdão e fazer o que puder para a família.
Abhigyan, que é dono de uma rica industrial canadense, conhece Pia e percebe que ela é a mulher certa para ele. Ele está considerando propor a ajudar a reconstruir as Indústrias Shah. Mas Pia se apaixonou por Shekhar e isso eventualmente causa um conflito entre ela e ele. Shekhar percebe que Pia não precisa mais de sua ajuda e decide voltar para a Índia. Pia para Shekhar enquanto ele embarca num vôo e confessa seus sentimentos por ele, mas Shekhar nega seus sentimentos por ela. Devastada, Pia vai para casa e fica noiva de Abhi. Então o inspetor D'mello chega ao aeroporto, em busca da pessoa que matou Amar, e prende Shekhar. Shekhar chama Pia e diz-lhe o quanto a ama e confessa que foi ele que atingiu seu noivo.
Pia sente-se culpada por ter se apaixonado pelo homem que causou a morte de Amar e confessa-se a Girdhari, que a surpreende falando pela primeira vez depois da morte de seu filho. Ele diz a ela que Shekhar lhe havia dito a verdade quando ele os visitou pela primeira vez e que ele acredita em Shekhar. A família de Amar então faz Pia perceber o quanto Shekhar tem feito para a família e que ele é como Amar para eles. Abhi diz a Pia que ela deve voltar para Shekhar e que ele é seu verdadeiro amor. O filme termina com Shekhar se unindo com Pia, enquanto Abhi é deixado devastado e é confortado por seu tio.

## Trilha sonora
A trilha sonora é composta por Nikhil-Vinay, Ravi Pawar e T.S. Jarnail. As letras foram fornecidas por Faaiz Anwar, Pushpa Patel e T.S. Jarnail. Cantores como Sonu Nigam, Anuradha Paudwal, Jagjit Singh, K.S. Chitra, Abhijeet Bhattacharya, S. Shailaja, Tarsame Singh Saini e Udit Narayan emprestaram suas vozes para a trilha sonora. O gazel "Koi Faryad" cantado por Jagjit Singh e composto por Nikhil Vinay é considerado como um dos maiores gazels da história de Bollywood. As canções "Choti Choti Raatein", "Tum Bin" e "Tumhare Siva", composta por Nikhil Vinay foram sucessos em 2001. Outras canções compostas por Ravi Pawar e TSJarnail também foram bem sucedidas fazendo a trilha sonora uma das melhores do ano.
| Trilha sonora |                              |                     |              |                                         |         |  |
| N.º           | Título                       | Letras              | Música       | Playback(s)                             | Duração |  |
| 1.            | "Chhoti Chhoti Raatein"      | Faaiz Anwar         | Nikhil-Vinay | Sonu Nigam, Anuradha Paudwal            |         |  |
| 2.            | "Chhoti Chhoti Raatein" (II) | Faaiz Anwar         | Nikhil-Vinay | Sonu Nigam, Anuradha Paudwal            |         |  |
| 3.            | "Daroo Vich Pyar"            | Tarsame Singh Saini | T.S. Jarnail | Tarsame Singh Saini                     |         |  |
| 4.            | "Dekhte Hi Dekhte"           | Faaiz Anwar         | Nikhil-Vinay | Abhijeet Bhattacharya, Anuradha Paudwal |         |  |
| 5.            | "Koi Fariyaad"               | Faaiz Anwar         | Nikhil-Vinay | Jagjit Singh                            |         |  |
| 6.            | "Meri Duniya Mein"           | Faaiz Anwar         | Nikhil-Vinay | Sonu Nigam                              |         |  |
| 7.            | "Meri Duniya Mein" (II)      | Faaiz Anwar         | Nikhil-Vinay | S. Shailaja                             |         |  |
| 8.            | "Pyar Humko Hone Laga"       | Faaiz Anwar         | Nikhil-Vinay | Abhijeet Bhattacharya, K. S. Chithra    |         |  |
| 9.            | "Suru Ru"                    | Faaiz Anwar         | Ravi Pawar   | Sonu Nigam                              |         |  |
| 10.           | "Tumhare Siva"               | Faaiz Anwar         | Nikhil-Vinay | Udit Narayan, Anuradha Paudwal          |         |  |
| 11.           | "Tum Bin"                    | Faaiz Anwar         | Nikhil-Vinay | K. S. Chithra                           |         |  |
| 12.           | "Zoom Bumbura"               | Faaiz Anwar         | Ravi Pawar   | Sonu Nigam                              |         |  |